# Elena Gurevich
Elena Gurevich (* 23. Juni 1976 in Kaliningrad) ist eine israelisch-russische Pianistin.

## Leben
Ihr Vater war leitender Dirigent des Orchesters der sowjetischen Streitkräfte. Gurevich besuchte eine Schule für musikalisch begabte Kinder in Kaliningrad und studierte Klavier und Cembalo in Sankt Petersburg, Jerusalem und Karlsruhe. Zu ihren Lehrern zählten Alexander Tamir (Jerusalem) und Fany Solter (Karlsruhe). In Karlsruhe absolvierte sie zudem ein Zusatzstudium in Hauptfach Cembalo, Barock-Tasteninstrumente und historische Aufführungspraxis. Als Studentin an der Rubin-Musikakademie erhielt sie mehrfach Auszeichnungen. Zudem war sie Stipendiatin der amerikanisch-israelischen Kulturstiftung Keren Sharet.
Sie war 2012 „Artist in Residence“ beim Pfingst-Festival im Schloss Ettersburg bei Weimar. Im Jahr 2015 war sie im Rahmen des Kulturprogramms des Zentralrats der Juden in Deutschland aktiv. Ein Jahr später führte sie eine Konzerttournee durch China.
Als Solistin trat sie unter anderem mit der Baden-Badener Philharmonie, dem Kaliningrader Sinfonieorchester und den Münchner Symphonikern auf. Ebenso arbeitete sie mit Péter Eötvös zusammen.
Seit 2008 betreut sie junge Opernsänger an der Musikhochschule in München als Dozentin. Sie arbeitet außerdem als Pianistin an der Bayerischen Theaterakademie im Prinzregententheater in München. Seit 2015 ist sie „Steinway Artist“.
Im Rahmen des Münchner Festivals „Oper für alle, Sport für jeden“ im Juli 2019 präsentierte Elena Gurevich mit ihrem Programm Ziemlich beste Freunde im Schloss Nymphenburg Höhepunkte aus der modernen Filmmusik, darunter Klassiker aus Forrest Gump, Game of Thrones und Interstellar.

## Privates
Elena Gurevich ist mit dem Schriftsteller, Journalisten und Politikberater Michael Klonovsky verheiratet. Sie lebt und arbeitet in München.

## Diskografie
- 2013: Recital – Klavierwerke von Sergei Rachmaninow, Johann Sebastian Bach, Franz Schubert, Aleksandr Scriabin u. a., Bayer Records
- 2017: Klassik meets Film – Werke von Alan Silvestri, Wolfgang A. Mozart, Rachel Portman, Franz Schubert, Frédéric Chopin, u. a., Label: New Classic Live
- 2017: Lebenswerte – Musikalisches Hörbuch mit Elena Gurevich und Lesung von Michael Klonovsky, Werke von Hans Zimmer, Pjotr Iljitsch Tschaikowski, Frédéric Chopin, Wolfgang A. Mozart, u. a., Label: New Classic Live